# Matteo Galvan
Matteo Galvan (Vicenza, 24 augustus 1988) is een Italiaanse atleet, die gespecialiseerd is in de sprint. Hij werd Europees indoorkampioen op de 4 x 400 m estafette en won diverse nationale titels. Hij nam eenmaal deel aan de Olympische Spelen, maar won hierbij geen medailles.

## Biografie
Bij de wereldkampioenschappen atletiek U18 in 2005 won hij een bronzen medaille op de 200 m. Zijn eerste succes bij de senioren behaalde hij in 2008 door Italiaans kampioen te worden op de 200 m. Een jaar later begon hij zich toe te leggen op de 400 m. In 2009 won hij op de 4 x 400 m estafette een gouden medaille bij de Europese indoorkampioenschappen. In datzelfde jaar won hij een zilveren medaille bij de Europese kampioenschappen voor neo-senioren. In 2013 nam hij deel aan de Middellandse Zeespelen en veroverde hij een gouden medaille op zowel de 400 m als de 4 x 400 m estafette. 
Op de Olympische Spelen van 2016 in Rio de Janeiro nam hij deel aan zowel de 200 m als de 400 m. Op de 400 m sneuvelde hij in de series met een tijd van 46,07. Op de 200 m stroomde hij via 20,58 in de series door naar de halve finale, maar daar was zijn 20,88 onvoldoende snel om deel te mogen nemen aan de finale.
Hij is aangesloten bij G.S. Fiamme Gialle.

## Titels
- Europees indoorkampioen 4 x 400 m estafette - 2009
- Italiaans kampioen 100 m - 2011
- Italiaans kampioen 200 m - 2008
- Italiaans kampioen 400 m - 2009, 2013, 2014, 2015, 2016
- Italiaans indoorkampioen 400 m - 2015, 2016

## Persoonlijke records
Outdoor
| Onderdeel | Prestatie  | Datum            | Plaats |
| --------- | ---------- | ---------------- | ------ |
| 100 m     | 10,54      | 21 juli 2006     | Rieti  |
| 200 m     | 20,50      | 8 september 2013 | Rieti  |
| 300 m     | 32,01      | 7 september 2014 | Rieti  |
| 400 m     | 45,12 (NR) | 25 juni 2016     | Rieti  |

Indoor
| Onderdeel | Prestatie | Datum            | Plaats |
| --------- | --------- | ---------------- | ------ |
| 60 m      | 6,90      | 16 februari 2008 | Moskou |
| 400 m     | 46,26     | 21 februari 2009 | Turijn |

## Palmares

### 200 m
- 2005:  WK junioren U18 - 21,14 s
- 2006: DSQ WK junioren U20 (½ fin. 21,26 s)
- 2009: 6e EK indoor - 47,45 s
- 2009:  Middellandse Zeespelen - 20,92 s
- 2016: 8e in ½ fin. OS - 20,88 s (in serie: 20,58)

### 400 m
- 2009: 8e in ½ fin. WK - 46,87 s
- 2013: 5e in ½ fin. WK - 45,69 s
- 2013:  Middellandse Zeespelen - 45,59 s
- 2015: 6e EK indoor - 46,87 s
- 2016: 8e EK - 45,80 s
- 2016: 4e in serie OS - 46,07 s

### 4 x 100 m estafette
- 2006: serie WK junioren - 41,59

### 4 x 400 m estafette
- 2009:  EK indoor - 3.06,68
- 2009:  EK U23 - 3.03,79
- 2013:  Middellandse Zeespelen - 3.04,61